# Сеница (Минская область)
Се́ница (бел. Се́ніца) — агрогородок в Минском районе Минской области Белоруссии. Административный центр Сеницкого сельсовета. Расположен вблизи трассы Р23, на реке Сеница, граничит с Минском. Является потенциальным спальным районом столицы. Население — 7 776 человек (2019).

## Топонимика
Существует несколько версий происхождения названия населённого пункта. Часть историков считает, что название произошло от строения (постройки), в которой хранилось сено — сенница. В белорусском языке одна буква «н» со временем исчезла. Согласно второй версии, название произошло от реки Сеница, которая когда-то протекала тут. А название самой реки, предположительно, произошло от существительного «сено», которое косили вдоль реки.

## История
Известна с 1567 года как село. В то время Сеница — деревня, собственность Ж. С. Драгочёвича, выставляла в войско ВКЛ 1 коня.
Владельцы бел. Курашаўшчызны проживали в Лошице, Сенице, Минске.
- 1791 год — центр имения бел. Каралішчавіцкай парафіі (прихода).
- 1793 год — в составе Российской империи.
- 1861 год — центр Сеницкой волости Минского уезда.
- 1884 год — в Сенице была открыта земская школа, в которой получил начальное образование великий белорусский поэт Янка Купала.
- 1924 год — центр сельсовета Самохваловичского района.
- 1935 год — в составе Минского района. Административный центр Сеницкого сельсовета.
- 2008 год — деревня Сеница преобразована в агрогородок[4].

## Население
В связи с активной застройкой население агрогородка быстро растёт и через несколько лет достигнет 10 000 жителей.
- 1999 год (перепись) — 2035 человек;
- 2009 год (перепись) — 2242 человека;
- 2011 год — 6424 человека;
- 2019 год (перепись) — 7776 человек.

## Инфраструктура
- Минский государственный колледж пищевой промышленности;
- Сеницкая СШ им. Янки Купалы;
- Сеницкая средняя школа #2
- Дом культуры;
- Библиотека;
- Поликлиника;
- Аптека;
- Дом быта;
- Почта;
- Сеницкая школа искусств;
- Сеницкий — футбольный стадион;
- Торговый центр, включающий также в себя банки;
- 2 детских сада и один частный;
- ОАО «Гастелловское»;
- Отделение ООО «Аквадив»;
- Садовый центр «Зелёный край».

## Культура
- Дом культуры

## Достопримечательности
- Свято-Петропавловская церковь (1861—1865)
- Братская могила советских воинов
- Мемориальная доска в честь Я. Купалы

## Фотографии
- Свято-Петропавловская церковь
- Закат в агрогородке
- Въезд в агрогородок